# Titularbistum Maina
Maina ist ein Titularbistum der römisch-katholischen Kirche. 
Es geht zurück auf ein früheres Bistum im Landstrich Mani im Süden der Peloponnes in Griechenland, das der Kirchenprovinz Corinthus zugeordnet war.
| Titularbischöfe von Maina |                                       |                                                                                            |               |                 |
| Nr.                       | Name                                  | Amt                                                                                        | von           | bis             |
| 1                         | Ambrozij Andrew Senyshyn OSBM         | Weihbischof in den Vereinigten Staaten von Amerika Apostolischer Exarch von Stamford (USA) | 6. Juli 1942  | 10. Juli 1958   |
| 2                         | Pierre-Francis-Lucien-Anatole Boillon | Koadjutorbischof von Verdun (Frankreich)                                                   | 22. Juni 1962 | 31. August 1963 |